# جنگل‌روی مشبک
جنگل‌رُویِ مشبک یا جنگل‌رُویِ شبکه‌ای (نام علمی: Ameiva reticulata) گونه‌ای از مارمولک‌های خانوادهٔ سوسماران دم‌شلاقی و بومی پرو است.